# デリンジャー (曲)
「デリンジャー」は、刀根麻理子の1枚目のシングル。1984年9月25日にバーボンレコードから発売された。

## 概要
歌手・刀根麻理子のデビュー・シングルであり、表題曲「デリンジャー」は、テレビアニメ『キャッツ♥アイ』第2期のオープニングテーマとして使用された。カップリング曲「Stay with me」は、『キャッツ♥アイ』第2期の挿入歌として使用されている。
ジャケットイラストは、平山智が描き下ろしている。
初回特典は、NEW・特製カラーシール付き。
刀根は1984年11月5日生放送のフジテレビ『夜のヒットスタジオ』（第832回）に初出演し、本楽曲を同局スタジオで歌唱した。

## 収録曲
1. デリンジャー [4:02]
作詞：三浦徳子 / 作曲：佐藤健 / 編曲：新川博
2. Stay with me [4:43]
作詞：BRIAN RICHY / 作曲：和泉常寛 / 編曲：新川博